# Elaphidion linsleyi
Elaphidion linsleyi là một loài bọ cánh cứng trong họ Cerambycidae.